# Gone with the Sin
«Gone with the Sin» — четвёртый сингл финской рок-группы HIM с их второго альбома Razorblade Romance. На альбоме композиция заявлена под пятым номером. Сингл достиг первой строчки в финских музыкальных чартах.

## Клип на песню
Клип был снят в 2000 году в английской деревне. Режиссёр клипа Эрсин Филизли показывает, как Вилле Вало ходит по деревне и рвёт цветы на лугу. Он находит гробницу, кладёт цветы на могилу, на этом клип заканчивается.
Немецкая версия видео снята на тот же сюжет, но смонтирована иначе. В немецкой версии сохранен натуральный цветовой баланс, показаны обнажённые тела трех женщин и мужчины. В финской версии цвета более яркие и насыщенные, что придаёт ощущение сюрреализма. Изображения обнажённых тел в клипе нет.
Это первое видео, где показан только Вилле — остальные члены группы в кадре не появляются.

## Списки композиций

### Финское издание
1. «Gone with the Sin» (Radio edit) — 3:51
2. «Gone with the Sin» (O.D. version) — 4:58
3. «For You» (Acoustic version) — 4:08
4. «Gone with the Sin» (Album version) — 4:22

### Немецкое издание
1. «Gone with the Sin» (Radio edit) — 3:51
2. «Gone with the Sin» (O.D. version)[3] — 4:58
3. «For You» (Acoustic version)[3] — 4:08
4. «Bury Me Deep Inside Your Heart» (Live version)[3] — 4:13
5. «Gone with the Sin» (Album version)[3] — 4:22

## Чарты
| Чарт                  | Позиция |
| --------------------- | ------- |
| Finnish Singles Chart | 1       |
| German Singles Chart  | 19      |
| Swiss Singles Chart   | 89      |